# A Yi
Ah Yi (阿乙) (Ruichang, Jiangxi, República Popular China, 1976) cuyo nombre real es Ai Guozhu, es un novelista chino contemporáneo. 
Ejerció cinco años de policía en su ciudad natal, y a los veintiséis renunció, se mudó a la ciudad y pasó por diferentes trabajos como periodista y redactor, haciéndose cargo de la revista bimestral Tiannan y la editorial Iron Gourd durante unos años. 
Sus obras incluyen las colecciones de cuentos Historias grises y El pájaro me ha visto; el libro de ensayos El hombre solitario; la novela Una pizca de maldad; la novela autobiográfica Joven modelo y la colección de cuentos ¿Dónde está la primavera?.
Ha ganado premios como el Premio de Novela Corta de Literatura Popular; el Premio a los Diez Mejores Libros del Año de Phoenix Network (por El hombre solitario); el Premio al Joven Escritor del Año de Literatura Popular; el Premio al Escritor del Mes de la Literatura China de Southern Daily; el Top 20 de la Literatura Popular; el Premio al Novelista Más Prometedor del Premio de Medios de Literatura China; el Premio a los 20 Mejores Escritores Chinos Menores de 40 Años de Literatura Unida; la Persona del Año de Cultura China de Eastern Morning Post; el Premio al Joven Líder de Southern People Weekly; el Premio de Cuentos Cortos de Pu Songling; el Premio de Cuentos Cortos de Lin Jinlan; y el Premio Bienal de Selección de Novelas; y ha sido incluido en la lista anual de la Asociación de Novelas de China.
Ha publicado ficción en Granta y The Guardian. En 2010 fue preseleccionado para el premio Peoples Literature Top 20 Literary Giants of the Future.

## Obra escogida
- El pájaro me vio (鸟看见我了, 2010)
- Una pizca de maldad (下面我该干些什么, 2012), publicado en español por Ed. Adriana Hidalgo Editores, 2017, traducción directa de Miguel Ángel Petrecca
- ¿Dónde está la primavera? (春天在哪里, 2013)
- El sol refulge, todo revela su forma (阳光猛烈，万物显形, 2015)[5]
- Despiértame a las 9:00 (早上九点叫醒我, 2017), publicado en español por Ed. Cántico, 2023, traducción indirecta del inglés
- Cinco millones de caracteres (五百万汉字, 2017)[6]
- Un estafador en el sur (骗子来到南方, 2021)
- Club nocturno (通宵俱乐部, 2022)
- La prometida (未婚妻, 2022)[7]